# アリモドキゾウムシ

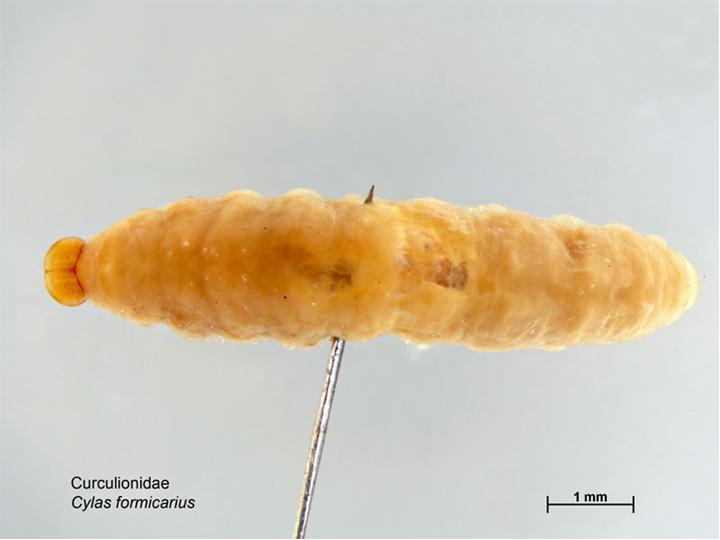
幼虫

アリモドキゾウムシ (Cylas formicarius) は、コウチュウ目（鞘翅目）・ゾウムシ上科・ミツギリゾウムシ科に分類されるゾウムシの一種。日本では、植物防疫法により特殊害虫に指定されており、発生地から未発生地へのサツマイモ類などの寄生される植物の移動が規制されている。また、日本の侵略的外来種ワースト100に選定されている。

## 分布
インドやミャンマーなどのアジア（特に東南アジア）が起源と考えられている。
東南アジアのほか、アフリカ、北アメリカ、中南米、オーストラリアに分布する。日本では、北緯30度以南の南西諸島と小笠原諸島に移入分布する。

## 特徴
成虫は体長約6.5㎜、幅約2.0mm。全体に金属光沢があり、口吻と翅鞘及びその腹面は黒藍色、胸部と脚は赤褐色、触角は黄褐色である。
幼虫は成熟すると約6.0mmとなり、乳白色（頭部は淡黄褐色）で湾曲しており、多数のしわがある。
蛹は乳白色である。

## 生態
アサガオ属植物、サツマイモ属植物、ヒルガオ属植物を寄主植物とし、これらの中で卵から成虫まで各ステージのものがみられる。ノアサガオ、コヒルガオ、ハマヒルガオ、グンバイヒルガオ、ルコウソウ、サツマイモなどを食べる。

## 被害
アリモドキゾウムシは寄主植物の塊根の露出部や主茎の根際部などに一卵ずつ産卵し、幼虫は食害しながら孔道を作る（孔道の後方は排泄物で塞がれる）。被害部は褐変あるいは黒変して、強い苦みと臭気を伴い、人の食用だけでなく家畜の飼料にも適さなくなる。

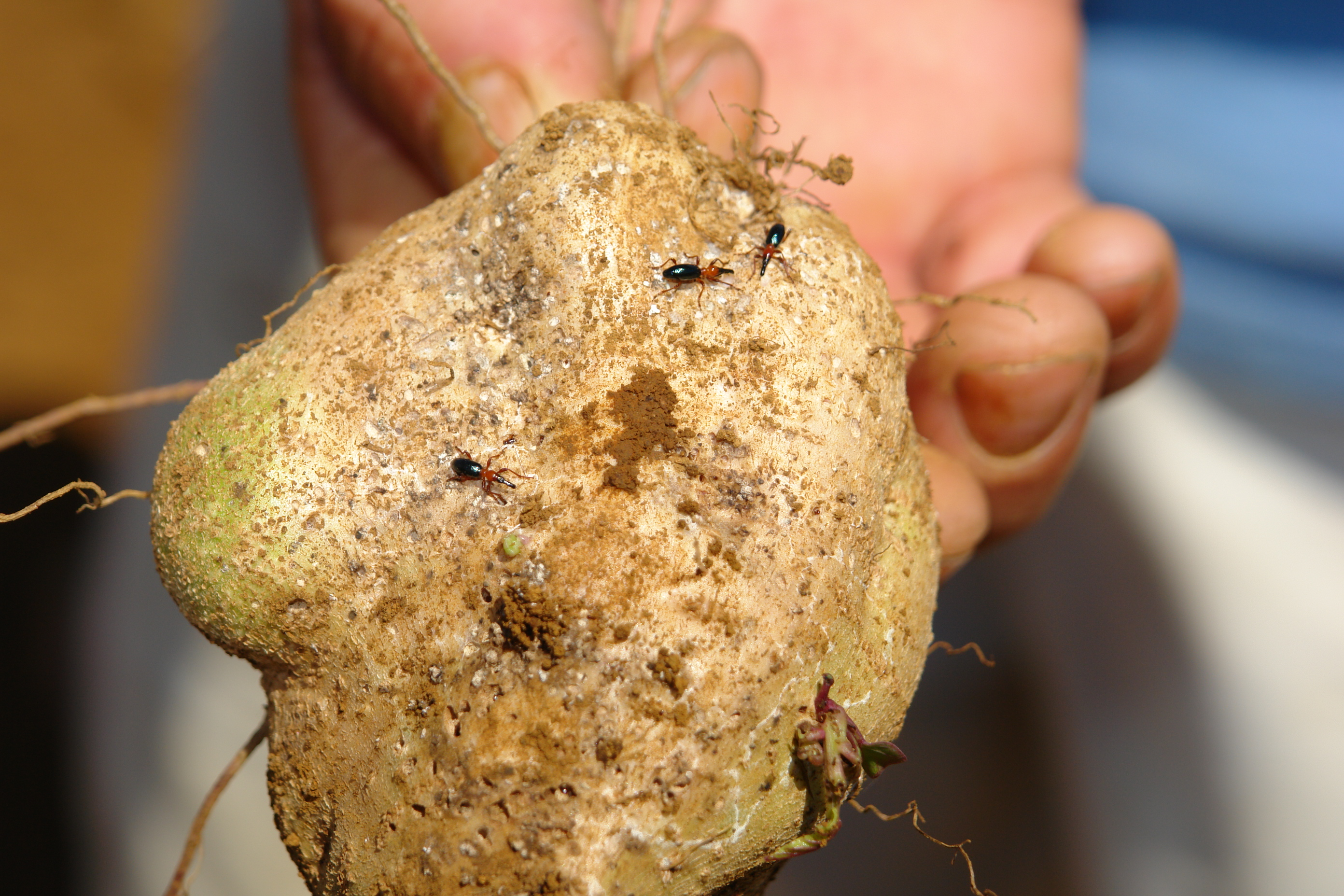
寄生された塊根（イモ）
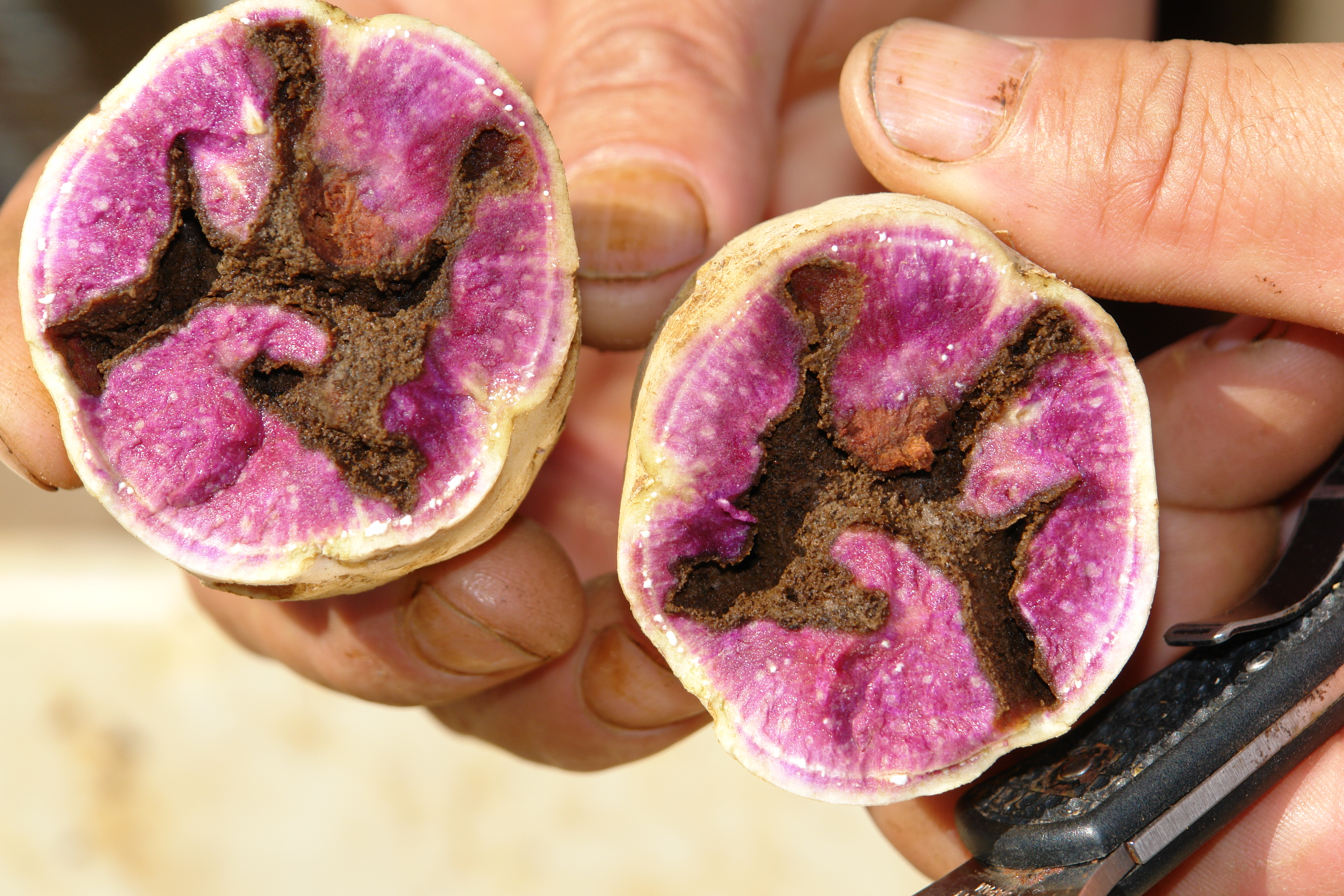
食害された塊根（イモ）
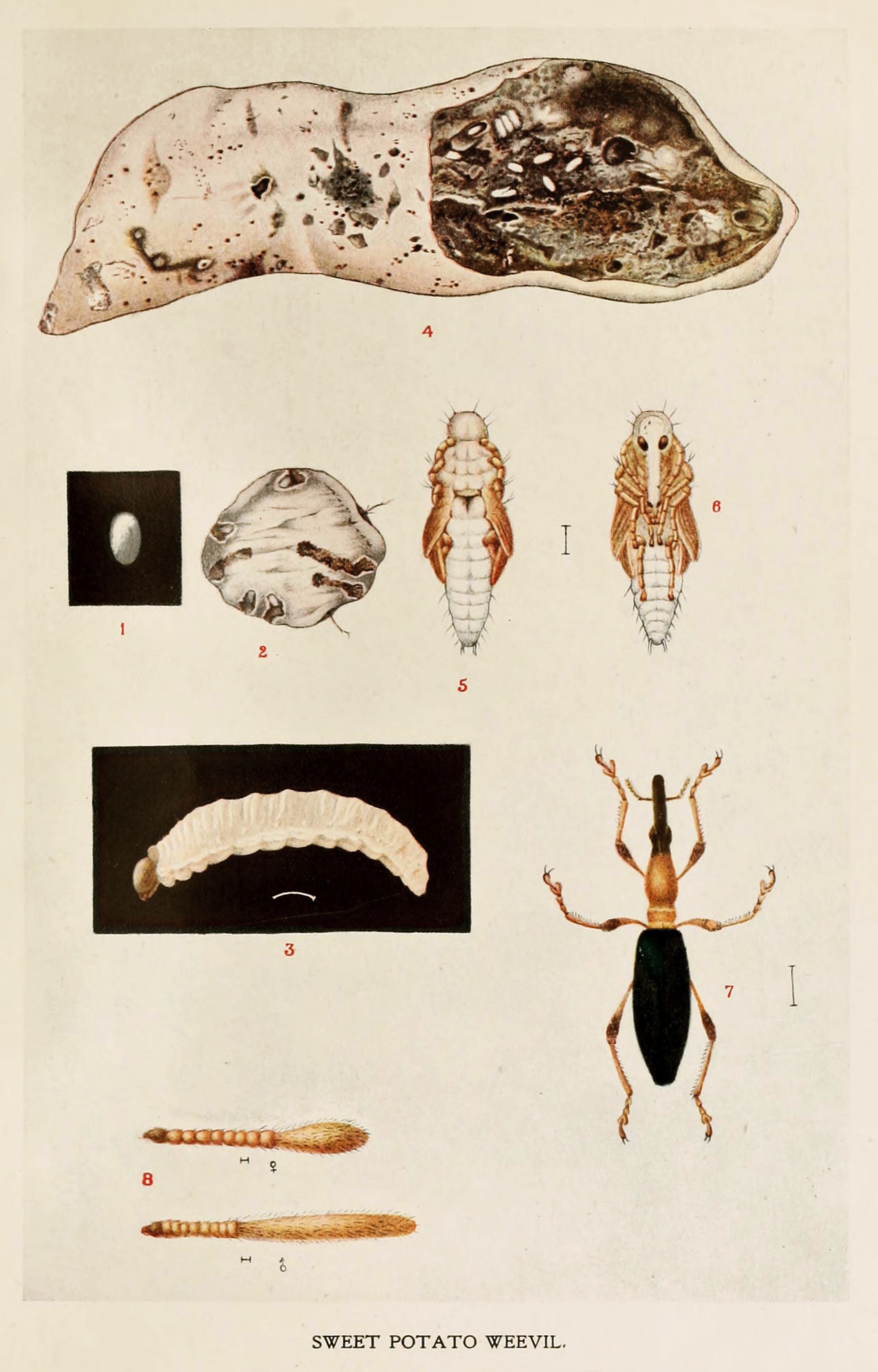
研究者の描いたスケッチ

## 世界的拡散と対応

### 歴史
アリモドキゾウムシがインド亜大陸起源なのに対し、主要な寄主植物のサツマイモは南米北西地域の起源と考えられている。アリモドキゾウムシの自力での移動能力は大きくはなく、9千万年前に出現して後、グンバイヒルガオなどを寄主植物として南アジアで徐々に分布を拡大していた。その後、15世紀末にポルトガル人によってサツマイモがヨーロッパを経由してインドに導入され、その人為的搬送とともに急速に拡散したとされる。
分子系統解析により塩基配列に基づいて作成された系統樹では、インド産は他地域産と遺伝的に著しく異なること、東アジア地域産は東北アジアと東南アジアの二次クレードに分かれ、東北アジアクレードはさらに3つの三次クレードに分かれることが判明している。

### 沖縄県における外来種問題
1903年に沖縄県で、1914年に小笠原諸島で発生が確認され始めた。1940年代に奄美群島全域に拡大し、1950年代にトカラ列島全域に拡散した。その後も、1959年に種子島と馬毛島、1965年に鹿児島県本土南部へと北上を続けた。1995年には南西諸島から遠く離れた高知県室戸市で発見されたりもした。
鹿児島県の喜界島では2001年から「アリモドキゾウムシ根絶防除事業」を開始し、不妊虫を放つのと同時に個体数をできる限り減らすための防除を実施している。島単位での根絶に成功している事例はあるが、再び侵入を繰り返してしまっており、分布拡大防止と防除を含めた日本全体での対策が必要となっている。
沖縄県久米島では、沖縄県病害虫防除技術センターのもと、まず1994年11月から1999年1月にかけて、雄除去法により野生個体群の密度を大幅低下させ、その後、毎週数十から数百万頭、合計で4億6千万頭の不妊虫を久米島全域に放飼し、防除した。
またサツマイモでは、茎12,748本、塊根48,749個を分解調査したところ、1996年11月に寄生率がゼロになった。
野生寄主植物であるノアサガオもまた、580地点、88,333本を分解調査したところ、2011年10月に寄生率がゼロになった。
これらの結果を受け、2012年12月28日に根絶確認調査が終了し、2013年1月11日に沖縄県の那覇植物防疫事務所は「実質的に根絶を確認した」と発表した。
不妊虫放飼法による甲虫類の根絶は世界初となる。2013年5月22日、那覇市内にあるホテルで久米島アリモドキゾウムシ根絶記念式典が開催された。
また、沖縄県うるま市津堅島では、2021年4月27日にアリモドキゾウムシの根絶が確認され、世界で２例目の事例となった。

### 静岡県における発見と防除
2022年10月26日に、静岡県浜松市付近のサツマイモほ場において、アリモドキゾウムシの発生が確認された。2023年3月19日からは植物防疫法に基づく緊急防除を開始。一部のエリアではサツマイモなどの栽培が禁止された。2023年11月末に開かれた農林水産省の専門家会議ではさらに1年程度の防除の継続が必要とした。2023年秋季から2024年秋季まで、約1年間アリモドキゾウムシの発生が無く、根絶が確認できたことから、2024年11月27日に、国は緊急防除を終了した。